# Бромдихлорметан
Бро́мдихло́рмета́н - органічна сполука з формулою CHCl2Br.
Міститься як домішка в метанолі, в дуже невеликих, але достатніх кількостях - в сигаретах і у водопровідній воді.
Отруйний. Має канцерогенну дію. Відноситься до речовин 1 класу небезпеки.

## Застосування
Раніше використовувався при гасінні пожеж, як розчинник для жирів. За рахунок своєї високої щільності, застосовувався для поділу мінералів.
Лабораторний спосіб отримання: бромування дихлорометану.